# Prinz-Regent
Die Prinz-Regent, ab 1919 Nürnberg, war ein Dampfschiff der Königlich Bayerischen Staatseisenbahnen (KBayStsB) auf dem Bodensee mit Heimathafen Lindau. Es war das Schwesterschiff der Rupprecht und von 1890 bis 1937 im Dienst.

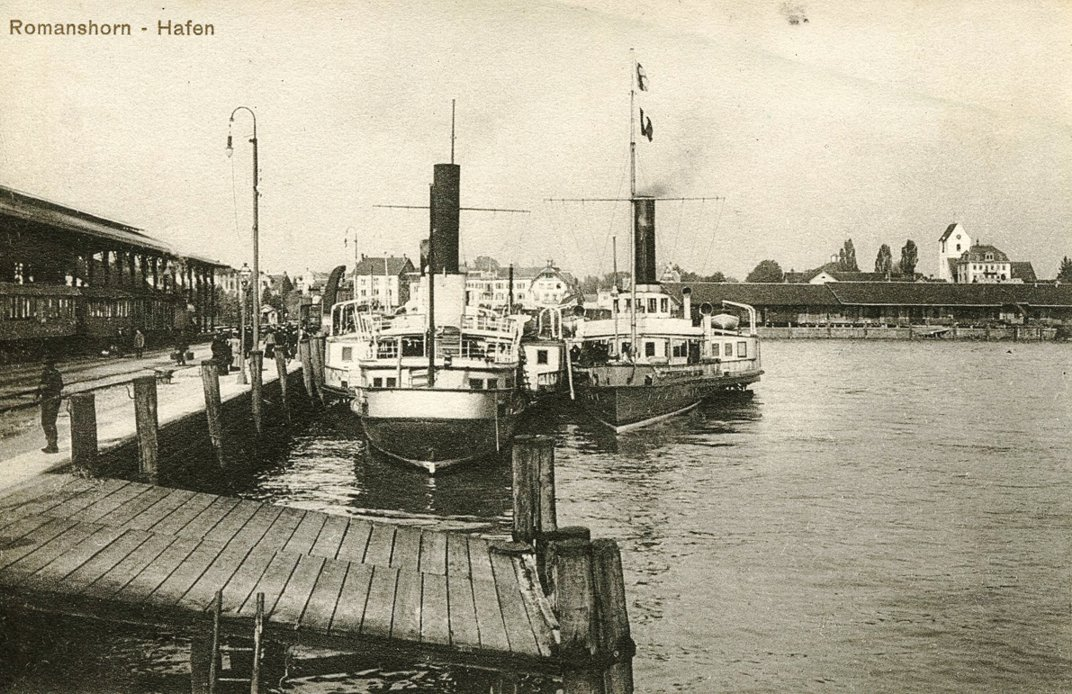
SD Wittelsbach und Prinz-Regent (rechts) in Romanshorn

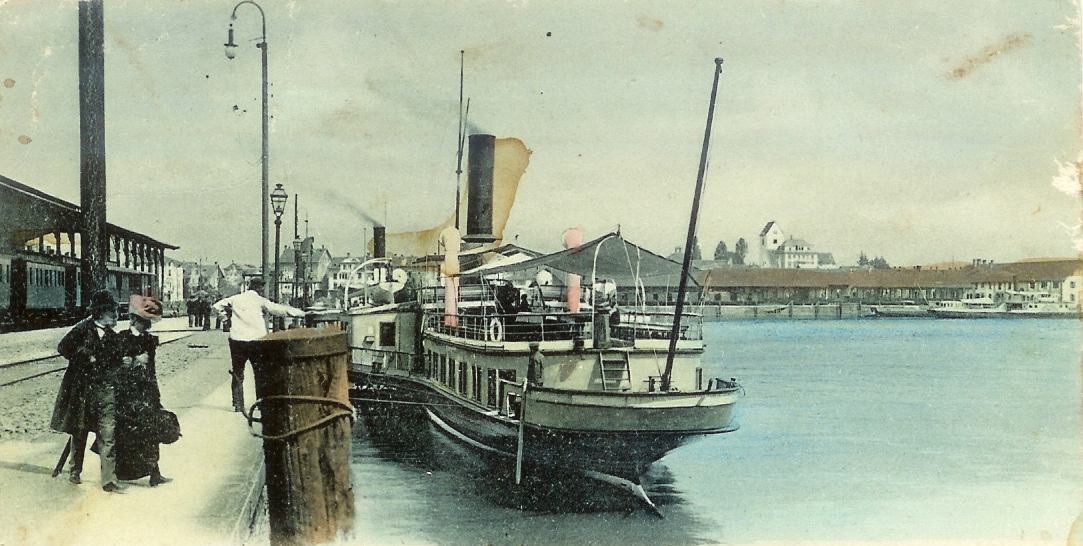
Die Prinz-Regent im Hafen von Romanshorn

Die Prinz-Regent – der bayrische Prinzregent Prinz Luitpold übernahm von 1886 bis 1912 die Regierungsgeschäfte der Könige Ludwig II. und Otto – war der zweite bayerische Halbsalondampfer und wurde als erstes von vier weiteren bayerischen Dampfschiffen von der heimischen Firma J.A. Maffei in München gebaut.
Das Schiff wurde auf allen bayrischen Kursen eingesetzt. Nach dem Ersten Weltkrieg wurde es in SD Nürnberg umbenannt und gelangte 1920 in den Schiffsbestand der Deutschen Reichsbahn. 1936 wurde es ausgemustert und abgebrochen, nachdem 1935 das neue MS Deutschland in Dienst gestellt worden war.